# Macromitrium pulchrum
Macromitrium pulchrum là một loài rêu trong họ Orthotrichaceae. Loài này được Besch. mô tả khoa học đầu tiên năm 1873.